# The Explosive Side of Sarah Vaughan
The Explosive Side of Sarah Vaughan — студийный альбом Сары Воан 1963 года, аранжированный Бенни Картером.
Это был первый альбом Воан с Картером. Её второй альбом, The Lonely Hours, вышел в 1964 году.

## Приём
| Оценки критиков   | Оценки критиков |
| Источник          | Оценка          |
| ----------------- | --------------- |
| AllMusic          | [ 1 ]           |
| New Record Mirror | [ 2 ]           |

В рецензии AllMusic, написанной Скоттом Яноу, альбому было присвоено три звезды, и говорилось, что Воан «часто была великолепна [...] На протяжении всего альбома Воан поёт в полную силу, преодолевая более слабый материал и возвышая более сильные песни».

## Список треков
1. "I Believe in You" (Фрэнк Лессер) – 3:05
2. "Honeysuckle Rose" (Энди Разаф, Фэтс Уоллер) – 3:01
3. "Moonlight on the Ganges" (Шерман Майерс, Честер Уоллес) – 2:37
4. "The Lady's in Love with You" (Бертон Лейн, Фрэнк Лессер) – 2:14
5. "After You've Gone" (Генри Кример, Тернер Лейтон) – 2:38
6. "A Garden in the Rain" (Джеймс Дайренфорт, Кэрролл Гиббонс) – 3:16
7. "I Can't Give You Anything but Love" (Дороти Филдс, Джимми МакХью) – 3:09
8. "The Trolley Song" (Ральф Блейн, Хью Мартин) – 2:37
9. "I'm Gonna Live Until I Die" (Мэнни Кертис, Эл Хоффман, Уолтер Кент) – 2:05
10. "Falling in Love with Love" (Лоренц Харт, Ричард Роджерс) – 2:29
11. "Great Day" (Эдвард Элиску, Билли Роуз, Винсент Юманс) – 2:02
12. "Nobody Else but Me" (Оскар Хаммерстайн II, Джером Керн) – 3:11

## Музыканты
- Сара Воан – вокал
- Бенни Картер – аранжировщик, дирижёр